# کیمیکا یوشینو
کیمیکا یوشینو (انگلیسی: Kimika Yoshino؛ زادهٔ ۵ سپتامبر ۱۹۷۵) هنرپیشه اهل ژاپن است. از فیلم‌هایی که وی در آن نقش داشته است، می‌توان به تئاتر وحشت یاکوزا: سر گاو و وارو اشاره کرد.